# Gut Hochstrass

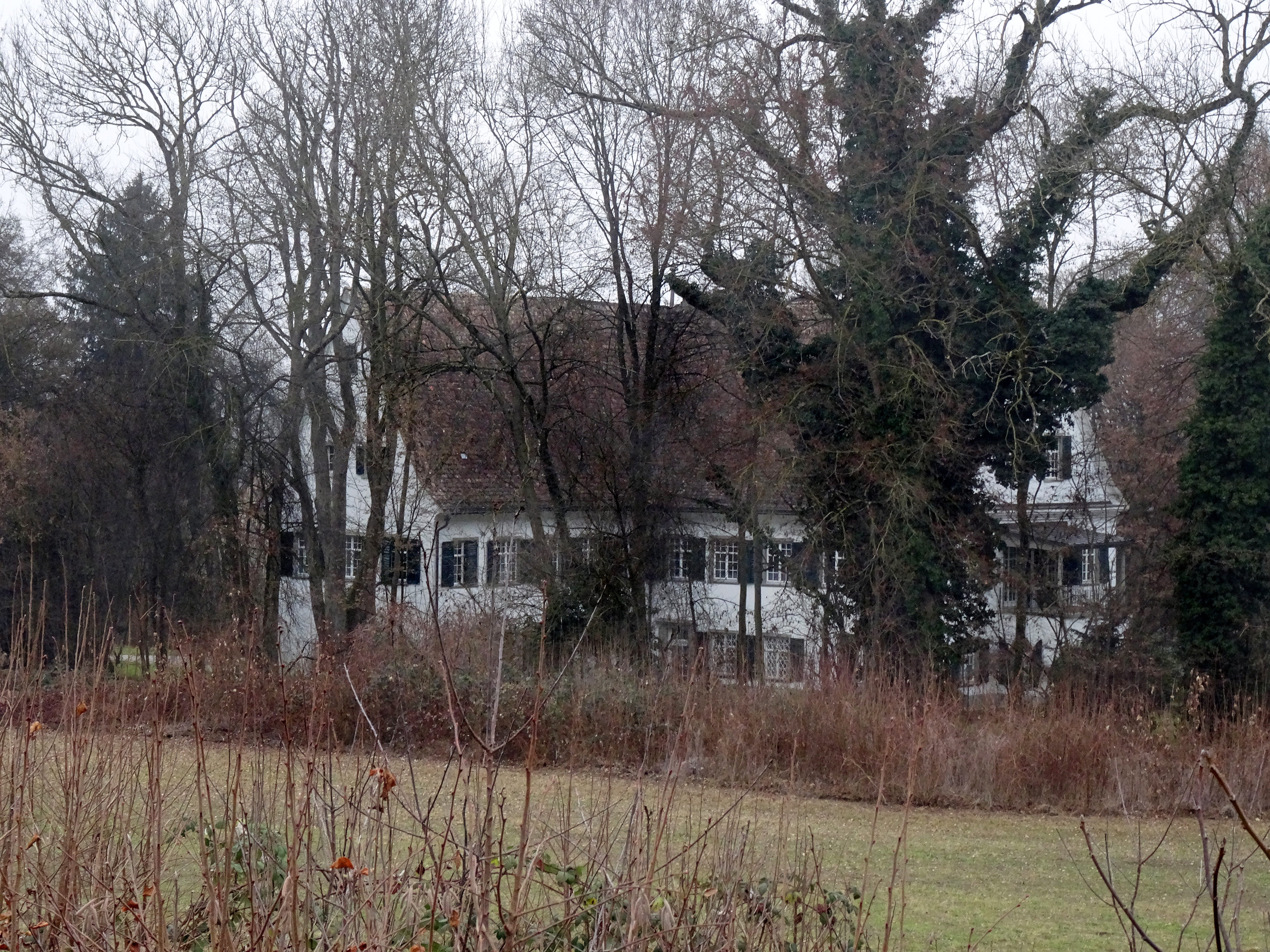
Gut Hochstrass

Das Gut Hochstrass (auch «Unter-Hochstrass» genannt) ist ein Herrenhaus in der Gemeinde Tägerwilen im Schweizer Kanton Thurgau.

## Geschichte
An der Stelle des heutigen «Guts Hochstrass» soll sich eine mittelalterliche Wasserburg befunden haben, welche im 14. Jahrhundert im Besitz der Konstanzer Patrizierfamilie Muntprat gewesen war. Nach dem Niederbrennen der Burg im Schwabenkrieg 1499 und dem anschliessenden Wiederaufbau des Anwesens gelangte dieses um 1530 in den Besitz der Adelsfamilie de Gall. 1554 zum Freisitz erhoben, gehörte es von 1628 bis 1650 der Familie Reding von Biberegg, danach den Herren von Landsee (zu Hochstrass). Letztere erneuerten um 1700 die baufällige Anlage. Die Süd- und die Ostseite des Anwesens liessen sie abreissen und den alten Burggraben zuschütten, wodurch das heutige L-förmige Gebäude entstand.
1758 fielen das Gut und die dazugehörenden Ländereien zuerst als Pfand an das Kloster Obermarchtal, welches 1779 auch Eigentümer des Guts wurde. Mit dem Reichsdeputationshauptschluss 1803 wurde das Kloster säkularisiert und das «Gut Hochstrass» (zusammen mit den Kreuzlinger Schlössern Unterer Girsberg und Irsee) an die Fürsten von Thurn und Taxis überschrieben, als Entschädigung für den Verlust von linksrheinischem Besitz.
1811 ging das «Gut Hochstrass» in bürgerlichen Besitz über; es wechselte seither häufig die Hand. Ab 1875 betrieb der evangelische Pfarrer und Dekan Friedrich von Steiger-Altwegg (1810–1889) im Gut eine Erziehungsanstalt für Jungen mit Betsaal. 1931 folgte der Erwerb und Umbau in eine Villa durch den deutschen Industriellen Franz Anton Niermann, welcher auch den Landbesitz des Gutes erheblich vergrösserte. 1943 wurde das Anwesen der Sitz des technischen Lehrinstituts von Kurt Onken (1914–2007). 2010–2011 vollständig renoviert, wird «Gut Hochstrass» seitdem als Geschäftshaus genutzt, in dem Unternehmen Büros mieten können.

## Beschreibung
«Gut Hochstrass» ist ein zweigeschossiges Gebäude, bestehend aus im Winkel zueinander stehenden Bauflügeln. Es hat ein Satteldach und verfügt über Nebengebäude. Das Anwesen liegt in einem Landschaftsgarten an der Landstrasse von Tägerwilen nach Kreuzlingen.